# 肥後宗典
肥後 宗典（ひご むねのり、1942年4月30日 - 2002年7月23日)は日本のプロレスラー。本名及び旧リングネームは本郷篤（ほんごう あつし）。

## 来歴
1969年2月、鎮西高等学校から国際プロレスへ入団。
同年4月27日、佐野東八を相手にデビュー(デビュー戦は6月16日の大剛鉄之助戦とする説もある)。国際時代は同郷のグレート草津の付き人も務めた。
1972年、全日本プロレスの旗揚げシリーズに参戦したのをきっかけに、ジャイアント馬場に請われる形で全日本へ移籍。この時、リングネームも本名由来のものから肥後宗典へと改名している。
1974年、オーストラリアへ3ヶ月間遠征。
帰国後は主に前座戦線で活躍したが、1980年4月、自らが起こした婦女暴行事件の影響で引退。その後は郷里の熊本で全日本プロレスのプロモーターとなった。
なお、引退のきっかけにもなった肥後の婦女暴行事件は冤罪であったことがマイティ井上の証言により判明している。
2002年7月23日に死去。

## エピソード
ジャイアント馬場には公私共に気に入られており、結婚の際には、馬場が媒酌人を勤め上げたという。